# John Darley
John Darley (Minneapolis, 3 aprile 1938 – Lawrenceville, 31 agosto 2018) è stato uno psicologo statunitense.
Famoso psicologo sociale, conosciuto per i suoi studi sul comportamento altruista, studiò allo Swarthmore College e all'Harvard dove ottenne Master universitario (nel 1962) e Ph.D. (nel 1965). È stato professore di psicologia alla Princeton University.

## Gli studi sull'effetto spettatore
La sua fama è collegata soprattutto alla ricerca condotta con Bibb Latané sui motivi per cui non sempre le persone intervengono di fronte ad un'emergenza. Gli studi dei due psicologi furono intrapresi dopo il tragico caso di Kitty Genovese, la donna uccisa in un sobborgo di New York nel marzo del 1964 in presenza di 38 testimoni, nessuno dei quali fece qualcosa o avvertì la polizia.
La ricerca empirica portò Darley e Latané alla convinzione che, ferme altre condizioni, la presenza di più persone sulla scena di un'emergenza può portare a ridurre la percezione che ciascuno potrebbe essere d'aiuto per due ragioni fondamentali: 
- Ignoranza pluralistica ossia l'assunzione che siccome nessuno interviene allora tutto deve essere a posto;
- Diffusione di responsabilità cioè un senso di responsabilità condivisa quando altri sono presenti.

Dal 1980 esperimenti successivi hanno confermato questi assunti precisando ulteriormente il cosiddetto effetto spettatore.

## Studio sul classismo
Nel 1983 con Paget Gross conduce un famoso esperimento sul classismo in cui è stato evidenziato come di fronte alla percezione di una bambina "povera" , le valutazioni, dei partecipanti all'esperimento, sulle sue prestazioni risultano sensibilmente più negative di quando la stessa bambina viene percepita di classe agiata

## Opere

### Pubblicazioni
- Bibb Latané e John Darley, The unresponsive bystander: Why doesn't he help?, Appleton-Century-Crofts, 1970.
- Paul Robinson e John Darley, Justice, liability, and blame: Community views and the criminal law. Boulder, Westview Press, 1995.
- John Darley e Joel Cooper, Attribution and social interaction: The legacy of Edward E. Jones, American Psychological Association, 1998, ISBN 978-1-55798-475-3.
- John Darley, David Messick e Torn Tyler, Social influences on ethical behavior in organizations, Erlbaum, 2001, ISBN 978-0-8058-3330-0
- John Darley, Mark Zanna e Henry Roediger, The compleat academic: A career guide, American Psychological Association, 2003.

### Articoli
- Bibb Latané e John Darley, Bystander intervention in emergencies: Diffusion of responsibility, Journal of Personality and Social Psychology, 8 (377-383), 1970.
- John Darley e Dan Batson, From Jerusalem to Jericho: A study of situational and dispositional variables in helping behavior, Journal of Personality and Social Psychology, 27 (100-108), 1973.
- Kevin Carlsmith, John Darley, Paul Robinson, P. H., Why do we punish? Deterrence and just desserts as motives for punishment, Journal of Personality and Social Psychology, 83 (284-299), 2002. testo in portable document format
- Jennifer Robbennolt, John Darley e Robert Maccoun, Symbolism and incommensurability in civil sanctioning: Decision makers as goal managers, Brooklyn Law Review, 68 (1121-1158), 2003. abstract
- Paul Robinson e John Darley, The role of deterrence in the formulation of criminal law rules: At its worst when doing its best, Georgetown Law Journal, 91 (949-1002), 2003. abstract